# Ciudad San Cristóbal
San Cristóbal es una ciudad comercial y residencial dentro del municipio de Mixco en el Departamento de Guatemala ubicada a 15 kilómetros de la Ciudad de Guatemala.

## Historia de la ciudad
A principios del siglo XIX lo que se conoce hoy como Ciudad San Cristóbal era considerada una labor mediana, según los estándares de la época, medía aproximadamente 700 hectáreas y pertenecía a un mixqueño llamado Francisco Cordova González.
Ciudad San Cristóbal es una importante zona residencial del Municipio de Mixco que, a su vez, forma parte del Departamento de Guatemala. Esta ciudad, que se ha constituido en uno de los desarrollos de vivienda más grande cerca de la Ciudad de Guatemala,  fue lotificado y comercializado inicialmente en 1973 por una empresa inmobiliaria denominada DEINCO.
El nombre de esta ciudad proviene de la tradición católica de venerar a Cristóbal de Licia, considerado en Guatemala el patrono de los automovilistas.De acuerdo al censo de población 2002 realizado por el Instituto Nacional de Estadística -INE-, el municipio de Mixco tiene una población de 400,000 personas, de las cuales alrededor de 150,000 viven en Ciudad San Cristóbal.
Esta ciudad tiene una extensión de más de 10 km², e inicialmente estaba separada de la capital por un cañón, lo que provocaba que fuera muy difícil de desarrollar esta área. Para superar esta dificultad DEINCO construyó un puente, llamado el puente de San Cristóbal, para que las personas tuvieran fácil acceso al nuevo desarrollo de la ciudad. Al inicio este puente tenía sólo dos carriles, pero, al aumentar su crecimiento poblacional fue necesario construir un nuevo puente paralelo para expandir su acceso a cuatro carriles, y dar así cabida a la enorme cantidad de tráfico que va y viene de la ciudad. inicialmente se pensó desarrollarlo en un concepto similar a la zona del conocido bulevar Vista Hermosa (zona 15 de la ciudad capital), pero un estudio japonés reveló que esta zona estaba atravesada por múltiples fallas, lo que hizo frenar el desarrollo habitacional y su plusvalía, quedando muchos terrenos amplios sin uso. Es hasta años recientes que nuevamente inicia la reactivación de su desarrollo habitacional, pero con menos planificación urbanística que la inicialmente planteada.

## Ubicación
Esta ciudad está actualmente atravesada por un bulevar principal de occidente a sur, que inicia en el ingreso de la carretera interamericana y termina en el puente de acceso a la ciudad capital en dirección al sector denominado Las Charcas, muy vistoso por contar con cuatro carriles de ida y vuelta que están separados por una amplia área verde con cipreces y pinos, principalmente. Durante el gobierno del presidente Alfonso Portillo se intentó aumentar el número de carriles a seis, pero los habitantes de este sector se opusieron a que fuera destruido parte del bosque que recorre todo el bulevar principal. El otro bulevar, denominado "Sur", atraviesa la ciudad de norte a sur, iniciando en el lugar denominado "La Fuente" y concluyendo en el sector denominado Valle Dorado en la zona 8 de la Ciudad de Villa Nueva.
De este modo, esta ciudad cuenta con varias rutas de acceso:
• Anillo Periférico tomando el cruce por el Centro Comercial Novicentro. 

• Carretera Interamericana: Cruce paso a desnivel lado derecho. 

• Calzada Aguilar Batres: cruce lado derecho por la 34 calle. 

• De Ciudad Peronia por Boulevard Las Terrazas zona 8 de Villa Nueva. 

• Valle Dorado zona 8 de Villa Nueva por paso a desnivel de la autopista CA-9 Sur.

## Desarrollo comercial de la ciudad
En los últimos años esta ciudad está teniendo un acelerado desarrollo comercial a lo largo de su bulevar principal, unos 4 kilómetros de largo, como lo demuestran la reciente apertura de amplios locales de importantes empresas y franquicias, como centros comerciales.
La topografía y falta de terrenos amplios no han permitido desarrollar un centro comercial grande y de varios niveles que posea salas de cines, y, por el contrario,  han proliferado plazas comerciales de un nivel que poseen varios comercios y algún comercio ancla. Así destacan las siguientes:
- SanKris Mall: Es el centro comercial más reciente, novedoso y completo del sector, con una arquitectura vanguardista diseñada por la empresa Recursos Arquitectónicos. Entre sus negocios ancla se encuentran Cemaco, World Gym y Supermercado La Torre. También incluye tiendas como iShop.Inaugurado en noviembre de 2014.
- Plaza Los Manantiales: Este centro comercial fue construido por la Empresa Generadora de Proyectos, con un estilo arquitectónico bastante atractivo y que les ha caracterizado en sus proyectos residenciales, tal el caso de sus llamativas cascadas artificiales al frente de sus proyectos y la mezcla de piedras y color amarillo en sus fachadas. Actualmente posee negocios como Nais, Tree Fratelli, Katok Bohemio, Dobladas San Carlos, Banco de América Central, entre otros. Inaugurado en el año 2000.
- Plaza San Cristóbal: Es uno de los más antiguos centros comerciales de esta ciudad, construido por MU. Inmobiliaria, propiedad del arquitecto Mauricio Urruela y excandidato vicepresidencial de la UCN,  que también construyó Plaza San Nicolás, Plaza Atanacio Tzul, Plaza San Rafael, Plaza Centra Sur y Galerías Primma, ubicados en otros puntos de la Ciudad de Guatemala. Plaza San Cristóbal actualmente posee comercios importantes como Super Tienda Paiz, Mc Donald, Pollo Campero, Max Distelsa, Claro, Cake Gallery y varias tiendas de calzado, entre otros. El año 2011 inició trabajos de ampliación que incluye un parqueo subterráneo y nuevos locales, que permitirá contar con nuevos comercios como Payless Shoes Surce, Pastelería Palace y Subway. Este fue inaugurado en 1997.
- Mix San Cristóbal: Inaugurado en 2011, fue construido por el Grupo Civica que también ha construido dos pequeños centros comerciales en el área de San Lucas Sacatepéquez, y esa inexperiencia en proyectos comerciales quedó reflejado en la poca belleza arquitectónica de la plaza, pese al enorme movimiento de tierras que realizaron. Este centro comercial actualmente posee Supermercado Paiz, Mc Donald, Panadería San Martín, Gimnasio Exerzone, Quiznos, Restaurante Lai Lai, Tacontento, Café Barista, Banrural, Banco industrial Credometic, Agencia Tigo, Celcomer,  Aldo Nero, El Zepelín, entre otros. Es probable que en el futuro esta plaza pueda ser ampliada y remodelada, con mejores criterios de diseño arquitectónico y aprovechando la impresionante vista que tiene a la Ciudad de Guatemala.
- Plaza Futeca: Esta área comercial se inició con una fallida tienda comercial, y posteriormente dicho local fue aprovechado para abrir un Cemaco Express, I Café y World Gym que en 2013 se trasladan a SanKris Mall, y a un costado unas Canchas de Futeca. En marzo de 2012 fue inaugurada una ampliación de esta área comercial, dando lugar a la denominada Plaza Futeca, que tiene como tienda ancla Office Depot. Esta ampliación de estilo semineourbanista estuvo a cargo de la firma Tinoco & Abril.
Existen otras pequeñas plazas con diversos comercios y empresas que han construido sus propios locales a orillas del bulevar, tal el caso de Pizza Hut, Burger King, Taco Bell, Helados POPS, Banco Industrial, Banco G y T, Banco Agromercantil, Banco Internacional, Restaurante de comida china Palacio Imperial, Kentucky fried chicken, Intelaf, Taller Le Mans, Elektra, La Curacao, Electrónica Panamericana y otros, y uno de los templos religiosos más grandes y modernos del país conocido como Mega Frater.

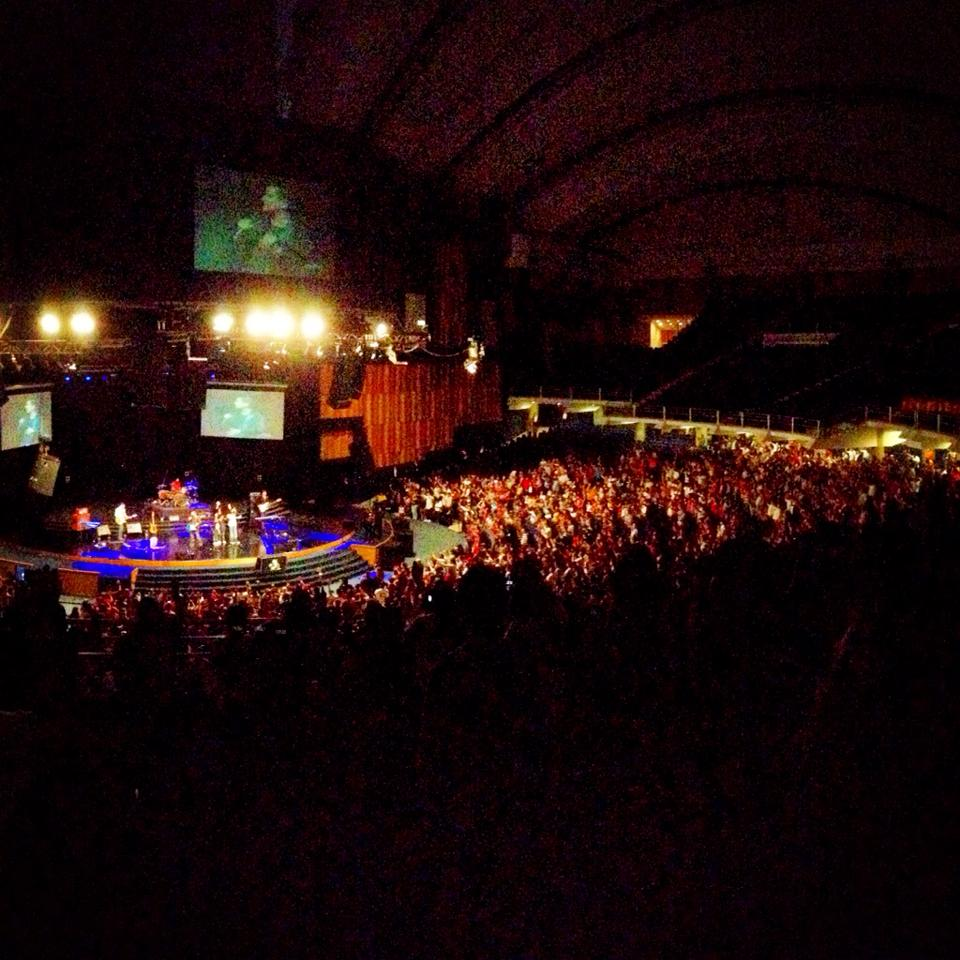

-Plaza Médica San Cristóbal: Es un centro inicialmente creado para albergar solo clínicas médicas y similares, pero ahora posee desde una clínica especializada en diabetes (Clínica Diabetológica Integral) hasta tiendas de calzado y restaurante (Pranzo)

## Desarrollo educativo de la ciudad
Debido al aumento de proyectos residenciales alrededor de su bulevar principal, esta ciudad ha visto crecer su oferta educativa con la reciente apertura de prestigiosos centros educativos, inclusive de universidades.
Colegio Suizo Americano-Campus San Cristóbal: Inaugurado el año 2011, cuyo Campus central se ubica en la zona 16 de la Ciudad capital.
Colegio Bilingüe Campo Real': Fundado en 1979.
Universidad Inter Naciones: Universidad del mismo grupo educativo del colegio suizo americano, tuvo actividades académicas en el Campus Ciudad San Cristóbal, pero actualmente se ha convertido en una Universidad con modalidad únicamente en línea.
Liceo Secretarial Bilingüe: Fundado en 1961, ubicado inicialmente en la zona 1 de la Ciudad capital de Guatemala y recientemente trasladado a su Campus de Ciudad San Cristóbal.
Colegio Bilingüe Campos Alto-Campus Ciudad San Cristóbal: Propiedad de la Corporación Campus Unidos de Guatemala, inaugurado en 2010.
Colegio Bilingüe Pirámide: Fundado en 1981, por la actual directora Licda. Lucrecia de Palomo. Que inicia como proyecto educativo en 1979.
INSTITUTO TECNOLOGICO PRIVADO DE GUATEMALA, Sede Occidente. Que abrirá sus puertas en el 2015 con Carreras Técnicas, dirigidas a estudiantes egresados del Tercer Grado Básico, tales como Mecánica Automotriz, Electrónica Industrial, Electricidad, Diseño Gráfico, Dibujo de Construcción, Autotrónica, Domótica, Administración de Empresas, entre otras. este Nuevo Colegio pertenece a la Corporación de Institutos Tecnológicos Privados que funcionan en Quetzaltenango y Coatepeque, estará ubicado en el lugar denominado EL CARACOL Sobre el Boulevard Villa Deportiva.
Colegio IMB-PC : Ubicado en el sector B6 de la ciudad de San Cristóbal zona 8 de Mixco este sector se fundó debido a la buena comercialización que existía en este sector y la exigencia de  tener un centro educativo para los niños y jóvenes pertenecientes a este sector así se fundó este pequeño sector de San Cristóbal

## Problemas actuales de la ciudad
Algunos de los problemas que afronta esta ciudad y que están pendientes de resolver son los siguientes:
a) El enorme tráfico en horas denominadas pico que se acumula en ambos extremos del bulevar principal en dirección a la Ciudad de Guatemala, tanto en la salida a la Carretera Interamericana y la salida al área denominada las Charcas.
b) Mejorar la seguridad, vigilancia e iluminación, ya que se han dado asaltos a varios de estos comercios y residencias del sector.
c)Implementar un transporte público más digno, elegante y seguro que el actual sistema caótico que existe.
d) Falta de un Plan de Ordenamiento Territorial, que permita un crecimiento ordenado de la ciudad, recuperando y salvaguardando espacios públicos con proyectos ecológicos y de ornato, evitando autorizar construcciones, comercios y proyectos habitacionales sin sentido estético, sin estudio de riesgos e impacto ecológico y vial, sin espacios públicos y sin parques jardinizados para evitar llenar de cemento la ciudad y reducir los mantos de agua. Muestra de esto es el rechazo de los habitantes de este sector, para construir las nuevas instalaciones del Instituto Nacional de Bosques INAB, en un terreno que ha sido tradicionalmente un parque.
e) Reforzar los paredones que, en la salida principal hacia la Ciudad de Guatemala en dirección a Las Charcas, suele sufrir constantes derrumbes, poniendo en riesgo a los automovilistas que transitan por esta importante arteria.
Para ver los proyectos pendientes a resolver estos problemas puede visitarse la páginas web de la Municipalidad de la Ciudad de Mixco.
El crecimiento del tráfico vial, así como el colapso del abastecimiento de agua, es en parte atribuido a que los terrenos en donde desde hace más de 10 años se están desarrollando proyectos inmobiliarios, estaban planificados para habitar una familia y no veinte. Pero por ser estos de grandes dimensiones, desarrolladores iniciaron la construcción de condominios. Esto incidió en la densidad demográfica de la zona versus la planificación.

## Páginas web de interés sobre Ciudad San Cristóbal
- https://www.facebook.com/groups/301370516546583/

- SanCris Market - Directorio Digital de San Cristóbal
- https://www.facebook.com/groups/somosciudadsancristobal/
- Distrito comercial San Cristóbal.
- El Metropolitano Mixco.[18]

- Datos: Q5124166
- Multimedia: Ciudad San Cristóbal / Q5124166

1. ↑  «Pobalción Ciudad San Cristobal». sdgs. 2022. Consultado el 15 de noviembre de 2023.
2. ↑  DEINCO http://www.grupodeinco.com/historia]
3. ↑  Imágenes del Proyecto SanKris Mall
4. ↑  Página oficial de Generadora de Proyectos
5. ↑  Página oficial de MU Inmobiliaria (enlace roto disponible en Internet Archive; véase el historial, la primera versión y la última).
6. ↑  de inauguración de Plaza San Rafael
7. ↑  Noticia sobre trabajos de ampliación en Plaza San Cristobal
8. ↑  Página de Grupo Inmobiliario CIVICA
9. ↑  «Página oficial del Mix San Cristobal». Archivado desde el original el 21 de junio de 2012. Consultado el 21 de abril de 2012.
10. ↑  Noticia de ampliación de Plaza Futeca
11. ↑  «Página oficial del templo MegaFrater de la Iglesia Fraternidad Cristiana de Guatemala». Archivado desde el original el 4 de marzo de 2012. Consultado el 21 de abril de 2012.
12. ↑  Página oficial del Colegio Suizo Americano
13. ↑  Página oficial del Liceo Secretarial Bilingue
14. ↑  «Copia archivada». Archivado desde el original el 13 de noviembre de 2013. Consultado el 12 de noviembre de 2013.
15. ↑  Noticia sobre protesta de rechazo a construcción de edificio de INAB
16. ↑  Noticia sobre derrumbes en Ciudad San Cristobal (enlace roto disponible en Internet Archive; véase el historial, la primera versión y la última).
17. ↑  Página oficial de la Municipalidad de Mixco
18. ↑  «Unidos Por Pinares de S.C.». www.facebook.com. Consultado el 21 de septiembre de 2015.